# هینو توشیموتو

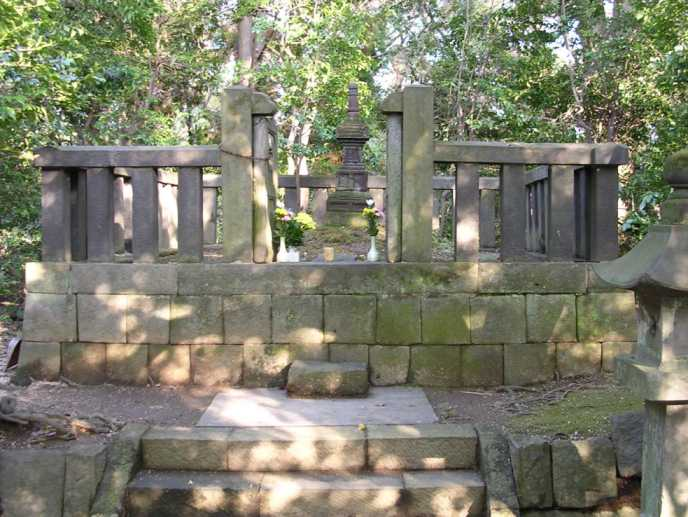
قبر هینو توشیموتو

هینو توشیموتو (به ژاپنی: 日野 俊基 ひの としもと); تولد نامشخص - مرگ ۱۳۳۲ میلادی - کوگه اشراف درباری از هوکه (فوجیوارا)، در اواخر دوره کاماکورا بود. او در خدمت امپراتور گودایگو بود.